# Kanton Barjols
Kanton Barjols is voormalig kanton van het Franse departement Var. Kanton Barjols maakte deel uit van het arrondissement Brignoles en telde 8105 inwoners (1999).
Overeenkomstig het decreet van 27 februari 2014, met uitwerking in maart 2015, werd het kanton samengevoegd met het Kanton Saint-Maximin-la-Sainte-Baume.

## Gemeenten
Het kanton Barjols omvatte de volgende gemeenten:
- Barjols (hoofdplaats)
- Bras
- Brue-Auriac
- Châteauvert
- Esparron
- Pontevès
- Saint-Martin-de-Pallières
- Seillons-Source-d'Argens
- Varages